# Catharine Beecher
Catharine Ester Beecher (East Hampton, 6 settembre 1800 – Elmira, 12 maggio 1878) è stata un'educatrice statunitense, nota per le sue opinioni sull'istruzione femminile così come per il suo supporto veemente all'incorporazione della scuola dell'infanzia nell'istruzione infantile.

## Biografia

### Infanzia
La Beecher nacque il 6 settembre 1800 ad East Hampton, dal leader religioso Lyman Beecher e da Roxanna (Foote) Beecher. Era la sorella di Harriet Beecher Stowe, l'abolizionista e scrittrice del XIX secolo famosa per il suo romanzo rivoluzionario La capanna dello zio Tom, e di Henry Ward Beecher e Charles Beecher.

### Istruzione
La Beecher fu educata a casa fino all'età di dieci anni, quando fu mandata in una scuola privata a Litchfield, dove le fu insegnato il curriculum limitato disponibile per le giovani donne. L'esperienza le lasciò il desiderio di ulteriori opportunità di istruzione. Studiò da sola materie non comunemente offerte alle donne, tra cui matematica, latino e filosofia. Assunse i doveri domestici della sua famiglia all'età di 16 anni, dopo la morte di sua madre. La Beecher divenne insegnante nel 1821 in una scuola a New Haven, nel Connecticut. Catharine era fidanzata con il professor Alexander M. Fisher dell'Università Yale, ma egli morì in mare prima del matrimonio. Non si sposò mai.

### Seminario femminile
Per fornire tali opportunità educative per gli altri, nel 1823 la Beecher inaugurò il Seminario femminile di Hartford, dove insegnò fino al 1832. Nella scuola privata femminile di Hartford vi studiarono molti alunni famosi, tra cui Harriet, sorella di Catharine, che la aiutò a scuola.
Comprendendo le lacune dei libri di testo esistenti, preparò, principalmente per l'uso nella sua scuola, alcuni libri elementari di aritmetica, un lavoro di teologia e un terzo sulla filosofia mentale e morale. L'ultimo non fu mai pubblicato, benché stampato e usato come libro di testo scolastico.
Faceva costantemente degli esperimenti e li praticava sulle ragazze, soppesando tutto il loro cibo prima di mangiarlo, affermando che la farina di Graham e la dieta di Graham fossero meglio del cibo più ricco. Dieci dei suoi allievi la invitarono a cenare con loro in un ristorante. Accettò l'invito e l'eccellente cena cambiò le sue opinioni. Successivamente gli alunni ricevettero del cibo più appetitoso.

### Opposizione al disegno di legge per la rimozione indiana
Nel 1829 e nel 1830, la Beecher guidò un movimento femminile per protestare contro la legge sulla rimozione indiana del presidente degli Stati Uniti Andrew Jackson. Questa fu la prima campagna nazionale da parte delle donne negli Stati Uniti.
Nel disegno di legge, Jackson chiedeva al Congresso di approvare l'uso dei soldi federali per reinsediare gli indiani d'America del sud-est, tra cui i Cherokee, a ovest del fiume Mississippi.
In risposta, la Beecher pubblicò una Circolare indirizzata alle benevoli signore degli Stati Uniti, datata 25 dicembre 1829, invitando le donne a inviare petizioni al Congresso per protestare contro la rimozione. Nella circolare scrisse: "È diventata quasi una certezza che queste a queste persone siano strappate le loro terre e siano cacciate nelle terre selvagge occidentali e fino alla distruzione finale, a meno che i sentimenti di una nazione umana e cristiana non siano suscitati da prevenire il sacrificio indefinito".
Il Congresso approvò il disegno di legge e l'Indian Removal Act divenne legge il 28 maggio 1830.

### Trasferimento nell'Ovest
Nel 1832 la Beecher si trasferì con suo padre a Cincinnati per promuovere più scuole e insegnanti nella frontiera. Lì aprì un seminario femminile, che, a causa delle sue cattive condizioni di salute, fu chiuso dopo due anni. Si dedicò poi allo sviluppo di un piano esteso per l'educazione fisica, sociale, intellettuale e morale delle donne, da promuovere attraverso un consiglio nazionale. Per quasi 40 anni operò con perseveranza in questo ambito, organizzando società per formare insegnanti, stabilendo piani per fornire ai territori buoni educatori, scrivere, implorare e viaggiare. Il suo obiettivo, come descritto da lei stessa, era quello di "unire le donne americane nel tentativo di fornire un'educazione cristiana per 2 000 000 bambini negli Stati Uniti". Operò soprattutto nell'ovest e nel sud, e cercò l'aiuto di donne istruite in tutti gli Stati Uniti.

### Ultimi anni
Nel 1837 la Beecher si ritirò dal lavoro amministrativo. Dopo essere tornata nell'Est, fondò la Società delle signore per la promozione dell'educazione in Occidente. Nel 1847 fu cofondatrice del Fronte dell'istruzione nazional-popolare con William Slade, ex governatore del Vermont. Nel 1852 fondò l'American Women's Educational Association. Il loro obiettivo era quello di reclutare e formare insegnanti per le scuole di frontiera e inviare donne in Occidente per civilizzare i giovani. Questo divenne un modello per le future scuole sviluppate in Occidente.
È stato affermato che centinaia dei migliori insegnanti che l'Occidente abbia ricevuto sono andati lì sotto il patrocinio di questo sistema. In una certa misura i piani riuscirono, e vi furono dei benefici, ma le carriere degli insegnanti furono per lo più brevi, poiché si sposavano presto.
Nel 1878 la Beecher morì di ictus.

## Visioni sulla vocazione dell'istruzione
Nel 1841 la Beecher pubblicò "Un trattato sull'economia domestica per l'uso delle giovani donne a casa e a scuola", un libro che parlava dell'importanza sottovalutata dei ruoli delle donne nella società. Il libro fu modificato e ripubblicato l'anno successivo nella sua forma definitiva. Catharine Beecher fu una forte sostenitrice dell'inclusione dell'educazione fisica quotidiana e sviluppò un programma di ginnastica ritmica eseguita con la musica.

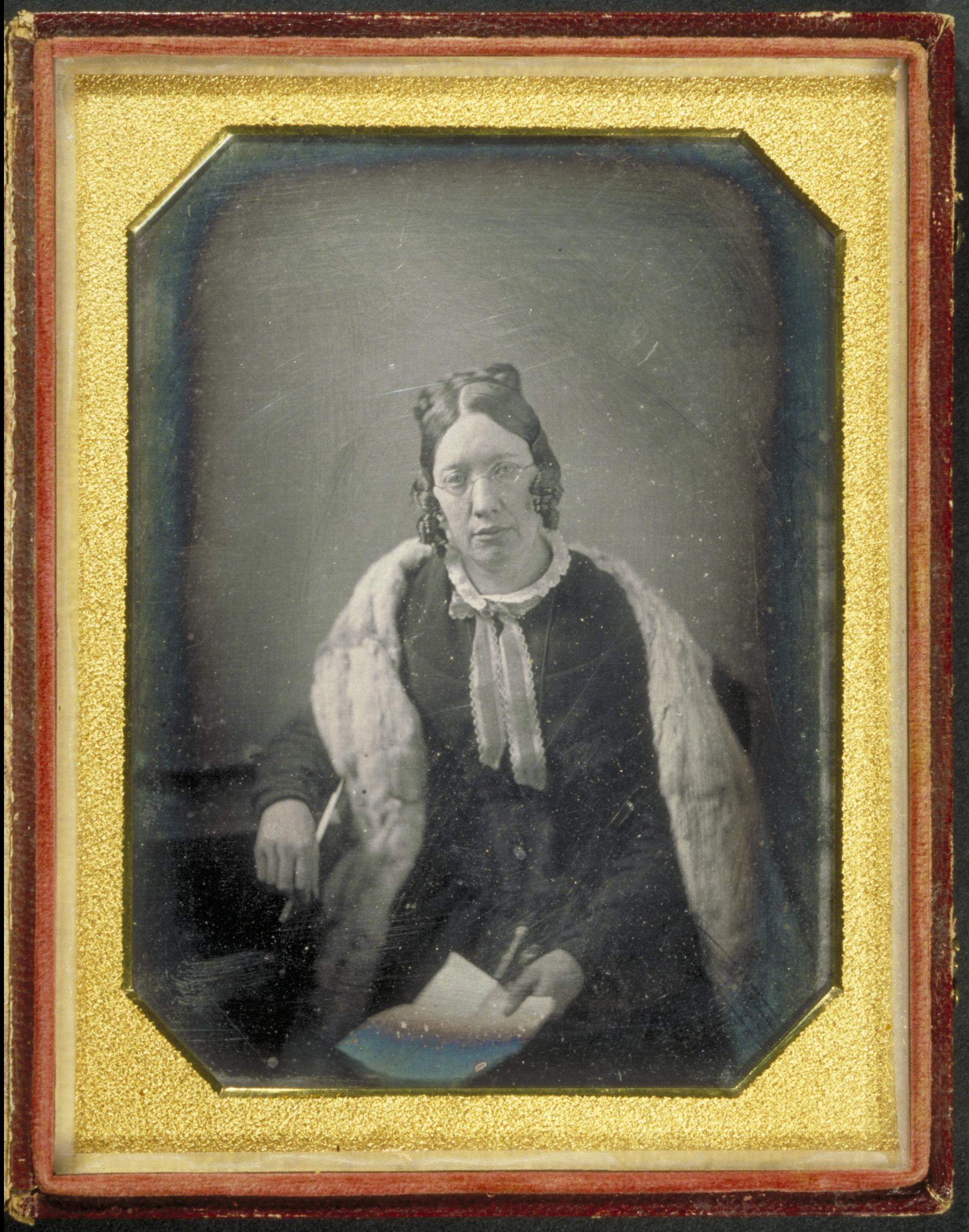
Catharine Beecher

Nel 1831, Catharine Beecher suggerì agli insegnanti di leggere ad alta voce agli studenti i brani degli scrittori con stili eleganti, "abituare l'orecchio alla misurazione delle frasi e dei peculiari giri di espressione" (Wright & Halloran, 2001, 215). Proseguì nel far imitare agli studenti il pezzo letto usando parole, stile e giri di espressione al fine di sviluppare "una pronta padronanza della lingua e facili modi di espressione" (Wright & Halloran, 2001, 215). Nel 1846 la Beecher dichiarò che le donne, e non gli uomini, dovrebbero educare i bambini e istituire scuole per formare insegnanti nelle città occidentali. Sostenne che le giovani donne trovino il lavoro divino come insegnanti cristiane lontano dalle più grandi città orientali. Il Fronte dell'istruzione nazional-popolare, che era la sua idea, formò delle insegnanti in sessioni di quattro settimane nel Connecticut e poi le mandò in Occidente. Credeva che le donne avessero una vocazione più alta per plasmare i bambini e la società.

### Visioni sull'istruzione
La Beecher riconosceva la responsabilità delle scuole pubbliche di insegnare lo sviluppo morale, fisico e intellettuale dei bambini. Promosse l'espansione e lo sviluppo dei programmi di formazione degli insegnanti, deducendo che l'insegnamento fosse più importante per la società rispetto agli avvocati o ai medici. La Beecher fu una forte sostenitrice dell'inclusione dell'educazione fisica quotidiana e sviluppò un programma di ginnastica ritmica eseguito con la musica. Credeva fermamente anche nei benefici della lettura ad alta voce.

### Le donne come educatrici
La Beecher credeva che le donne avessero qualità intrinseche che le rendessero il sesso preferito come insegnanti. Mentre gli uomini lasciavano l'insegnamento per perseguire gli affari e l'industria, lei vedeva il potenziale inespresso delle donne istruite e incoraggiava l'educazione delle donne a soddisfare il crescente bisogno di insegnanti. Considerò le donne insegnanti naturali, con l'insegnamento come un'estensione del loro ruolo domestico. Ha spinto e trasformato l'insegnamento in un lavoro femminile piuttosto che una professione in cui le donne potessero prosperare.

## Cambiamenti influenzali nel tempo
Nel 1862, John Brinsley raccomandava agli studenti di analizzare e imitare modelli classici greci e latini mentre Beecher raccomandava scrittori inglesi (Wright & Halloran, 2001). Entrambi ritenevano che la pratica frequente e lo studio di importanti autori aiutassero gli studenti ad acquisire capacità di scrittura.
La Beecher fondò l'American Woman's Educational Association nel 1852, un'organizzazione focalizzata sulla promozione di opportunità educative per le donne. Ha anche fondato l'Istituto femminile occidentale di Cincinnati (insieme al padre Lyman) e The Ladies Society per la promozione dell'istruzione in Occidente. È stata anche determinante nella creazione di college femminili a Burlington, Quincy e Milwaukee.
La Beecher fortemente supportò la possibilità ai bambini di essere semplicemente bambini e di non essere forzati prematuramente. Credeva che ai bambini mancasse l'esperienza necessaria per prendere decisioni importanti sulla vita e che, affinché diventassero adulti sani e autosufficienti, dovevano essere autorizzati a esprimersi liberamente in un ambiente adatto ai bambini. Sono state queste convinzioni a portare il suo sostegno al sistema di scuole materne.

### Anti-suffragista
La Beecher pensava che le donne potessero influenzare al meglio la società come madri e insegnanti e non voleva che le donne fossero corrotte dai mali della politica. Sentiva che uomini e donne venissero messi sulla terra per ragioni separate e accettassero il punto di vista secondo cui le donne non dovrebbero essere coinvolte in politica, ma piuttosto insegnerebbero ai bambini maschi a essere liberi pensatori e studenti morali e contribuire a plasmare le loro idee politiche.

## Scuole
- 1823: Hartford Female Seminary: la Beecher fu cofondatrice del Hartford Female Seminary, una scuola femminile che formava madri ed insegnanti. Fu avviata con un'aula e 7 studenti; nell'arco di tre anni, crebbe fino a quasi 100 studenti con 10 aule e 8 insegnanti. La scuola aveva classi piccole, dove studenti avanzati insegnavano agli altri studenti. Tutte le lezioni erano collegate a principi generali e gli studenti erano motivati ad andare oltre i testi e le istruzioni delle classi.
- 1832: Western Female Institute
- 1852: The Ladies Society for Promoting Education in the West istituì college a Burlington (Iowa), a Quincy (Illinois) e a Milwaukee (Wisconsin). The Milwaukee Female College cambiò nome diverse volte. Oggi, come Downer College della Lawrence University di Appleton, è la più longeva scuola in servizio continuo per l'istruzione superiore femminile fondata sul piano Beecher.

## Opere
- 1829: Suggestions Respecting Improvements in Education
- 1830: Letters on the Difficulties of Religion (Hartford)
- 1833: Arithmetic Simplified
- 1837: An Essay on Slavery and Abolitionism with reference to the Duty of American Females
- 1838: The Moral Instructor for Schools and Families: Containing Lessons on the Duties of life  (Cincinnati)
- 1842: A Treatise on Domestic Economy for the Use of Young Ladies at Home and at School (Boston: T.H. Webb) online
- 1844: Memoirs of her brother, George Beecher
- 1845: The Duty of American Women to Their Country
- 1846: Miss Beecher's Domestic Receipt Book
- 1846: The Evils Suffered by American women and Children: the Causes and Remedy
- 1850: Truth Stranger than Fiction (Boston), un racconto di un infelice affare domestico in cui furono coinvolte alcune sue amiche
- 1851: True Remedy for the Wrongs of Women, with a History of an Enterprise having that for its Object (Boston)
- 1855: Letters to the People on Health and Happiness (New York)
- 1856: Physiology and Calisthenics for Schools and Families
- 1857: Common Sense applied to Religion, un libro contenente molti sorprendenti riferimenti alla teologia calvinista
- 1860: An Appeal to the People, as the Authorized Interpreters of the Bible
- 1864: Religious Training of Children in the School, the Family, and the Church
- 1869: The American Woman's Home (con Harriet Beecher Stowe) (trama e link al libro)
- 1870: Principles of Domestic Science as applied to the Duties and Pleasures of Home
- 1871: Woman's Profession as Mother and Educator, with Views in Opposition to Woman Suffrage (Philadelphia)
- 1873: Housekeeper and Healthkeeper (New York)
- 1874: Educational reminiscences and suggestions

## Eredità
Tre università sono intitolate a lei: la Central Connecticut State University, l'Università del Connecticut e l'Università di Cincinnati. Il palazzo del Cincinnati è stato demolito.